# عید (فیلم ۲۰۱۰)
عید (انگلیسی: Holiday) فیلمی در ژانر جنایی است که در سال ۲۰۱۰ منتشر شد. از بازیگران آن می‌توان به بیونه، ژوزین بالاسکو، ایو وِرووِن و ژودیت گدرش اشاره کرد.